# Бусуйоч
Бусуйоч (рум. Busuioci) — село у повіті Горж в Румунії. Входить до складу комуни Хурезань.
Село розташоване на відстані 196 км на захід від Бухареста, 39 км на південний схід від Тиргу-Жіу, 55 км на північ від Крайови.

## Населення
За даними перепису населення 2002 року у селі проживали 438 осіб. Усі жителі села рідною мовою назвали румунську.
Національний склад населення села:
| Національність | Кількість осіб | Відсоток |
| -------------- | -------------- | -------- |
| румуни         | 432            | 98,6%    |
| цигани         | 6              | 1,4%     |